# Salobreña
Salobreña – gmina w Hiszpanii, w prowincji Grenada, w Andaluzji, o powierzchni 34,91 km². W 2024 roku gmina liczyła 12 608 mieszkańców.
Historia Salobreña jest udokumentowana z okresu neolitu, z licznymi znaleziskami archeologicznymi.

## Współpraca
- Péronne, Francja
- Tolfa, Włochy
- Puszkino, Rosja
- Marianao, Kuba